# Darius al II-lea
Darius al II-lea al Persiei (Dārayavahuš; n. 475 î.Hr., Persis⁠(d), Imperiul Ahemenid – d. 404 î.Hr., Babilon, Imperiul Ahemenid) a fost un rege din dinastia Ahemenizilor, din 423 î.Hr. până în 404 î.Hr..
Artaxerxes I, care a murit în anul 424 î.Hr., a fost urmat la tron de fiul său Xerxes al II-lea. După o lună și jumătate, Xerxes al II-lea a fost omorât de fratele său Secidianus ori Sogdianus (forma exactă a numelui este incertă). Fratele său nelegitim, Ochus, satrap de Hircania, s-a răsculat împotriva lui Sogdianus, după o scurtă luptă l-a omorât, și a înăbușit prin trădare încercarea propriului său frate Arsites de a-i imita exemplul. Ochus a adoptat numele Darius (adesea sursele grecești îl numesc Darius Nothos, „Bastardul”). Nici numele Xerxes II nici Sogdianus nu apar în datele a numeroase tăblițe babiloniene din Nippur; aici efectiv domnia lui Darius al II-lea urmează imediat după cea a lui Artaxerxes I.